# Freeman-Sheldon-Syndrom

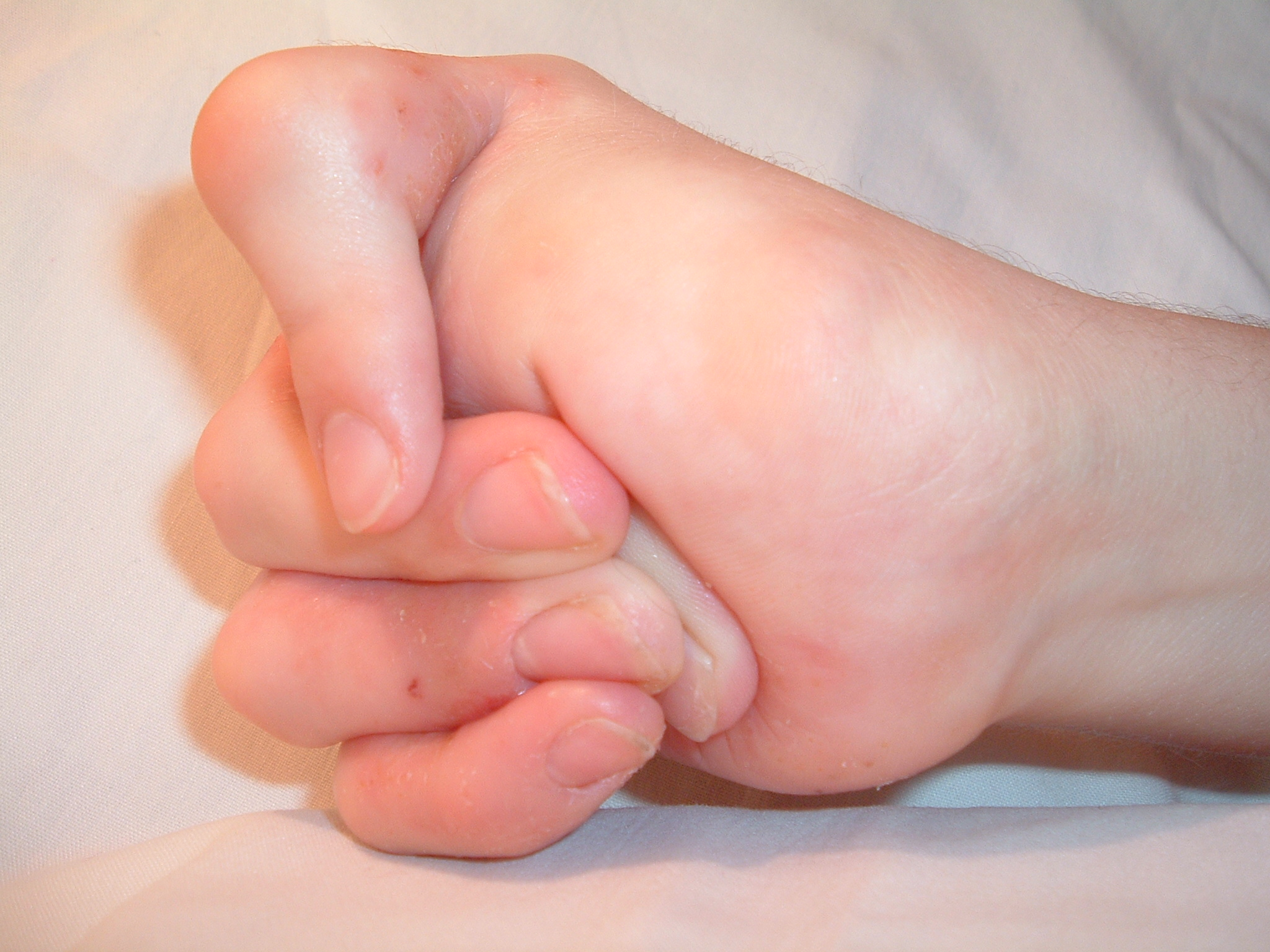
Fehlstellung der Finger/Handgelenke

Das Freeman-Sheldon-Syndrom ist ein sehr seltenes angeborenes Fehlbildungssyndrom, das als schwerste Form einer Distalen Arthrogrypose anzusehen ist. Hauptmerkmale sind zu kleiner Mund (Mikrostomie), charakteristisches 'Pfeifgesicht', Gelenkkontrakturen an Händen und Füßen sowie meist Klumpfuß.
Synonyme sind: FSS; Arthrogrypose, distale, Typ 2A; Kraniokarpotarsale Dysplasie; Kraniokarpotarsale Dystrophie; Freeman-Burian-Syndrom; englisch whistling-face syndrome
Die Erstbeschreibung stammt aus dem Jahre 1938 durch den britischen Orthopäden Ernest Arthur Freeman (1900–1975) und britischen Arzt Joseph Harold Sheldon (1893–1972).
Die Namensbezeichnung "Freeman-Burian-Syndrom" bezieht sich auf eine Publikation aus dem Jahre 1963 durch den Prager Chirurgen František Burian.

## Verbreitung
Die Häufigkeit wird mit unter 1 zu 1.000.000 angegeben, bislang wurde über etwa 100 Betroffene berichtet. Beide Geschlechter sind in gleicher Häufigkeit betroffen. Die Vererbung erfolgt autosomal-dominant oder autosomal-rezessiv, kann aber auch jederzeit als Spontan-Mutation erstmals in einer Familie auftreten.

## Ursache
Die Erkrankung wird durch Mutationen im embryonalen Myosin Heavy Chain (MYH3)-Gen auf Chromosom 17 Genort p13.1 verursacht. Diese Mutationen führen zu Schädigungen der Muskulatur des Embryos, da die Muskelkontraktionen erzeugenden Myosinköpfchen nicht richtig arbeiten können.
Je nach Mutation können zwei Formen unterschieden werden, beide mit autosomal-dominanter Vererbung
- Arthrogryposis, distal, type 2A (Freeman-Sheldon)[6]
- Arthrogryposis, distal, type 2B3 (Sheldon-Hall)[7]

Ferner gibt es eine Form mit autosomal-rezessivem Erbgang:
- Whistling Face Syndrome, Recessive Form[8]

Bei einigen Patienten konnten verursachende Mutationen im NALCN-Gen auf Chromosom 13 an q32.3-33-1 nachgewiesen werden.

## Klinische Erscheinungen
Allein die Fehlfunktion der Muskulatur erzeugt die Fehlstellungen und Bewegungseinschränkungen der betroffenen Gelenke, herunterhängende Augenlider (Ptosis), den charakteristischen kleinen, „pfeifenden“ Mund (Mikrostomie) und das „eingedrückte Gesicht“.
Die Ausprägung der verschiedenen Symptome und die Zahl der betroffenen Gelenke ist sehr variabel, so dass ein Mensch mit FSS schwer oder leicht körperbehindert oder aber auch gar nicht behindert sein kann.
Klinische Kriterien sind:
- bereits vorgeburtlich nachweisbare Myopathie mit muskulärer Hypertonie
- Krankheitsbeginn spätestens als Neugeborenes
- kleiner, zum Pfeifen gespitzter Mund, Lippenfalten, langes Philtrum, Kinngrübchen, hoher Gaumen, Mikroglossie, nasale Sprache, ausgeprägte Stirn- und Augenbrauenfurchen
- ausdrucksloses Gesicht mit breiter eingesunkener Nasenwurzel, Epikanthus, Blepharophimose, Ptose der Oberlider, Strabismus, tiefliegende Augen und prominente  Stirn, Hypertelorismus, Hypoplasie des Mittelgesichtes
- an den Extremitäten Klumpfüße, Fingerflexion mit ulnarer Deviation (Windmühlenflügelstellung der Finger II–V) eingeschlagener Daumen, verdichtete Haut über der Flexionsseite der proximalen Interphalangealgelenke, Kamptodaktylie
- häufig Kyphoskoliose
- Kleinwuchs
- normale Intelligenz
- seltener Inguinalhernie, Kryptorchismus
- häufiger kann es zu Schlafapnoe, Dysglykämie, Hyperhidrose, Durchfall, Verstopfung und Gastroösophagealem Reflux kommen.

Eine Intubation während der Anästhesie ist erschwert, das Risiko für eine Maligne Hyperthermie erhöht.

## Diagnose
Die Diagnose ergibt sich aus der Kombination klinischer Befunde und kann durch humangenetische Untersuchung gesichert werden. Als diagnostische Kriterien gilt das Vorhandensein von mindestens zwei Auffälligkeiten wie distale Arthrogrypose, Mikrostomie, Pfeifgesicht, Nasolabialfalten und H-förmiges Kinngrübchen.

## Differentialdiagnostik
Abzugrenzen sind andere Formen der Distalen Arthrogrypose wie Sheldon-Hall-Syndrom, Gordon-Syndrom, Trismus-Pseudokamptodaktylie-Syndrom und Multiples Pterygium-Syndrom, ferner Schwartz-Jampel-Syndrom und CLIFAHDD-Syndrom (Kongenitale Extremitäten- und Gesichtskontrakturen-Hypotonie-Entwicklungsverzögerung-Syndrom).
Da die Genmutation sich nur auf die Muskulatur auswirkt, werden im Unterschied zu vielen phänotypisch ähnlichen Syndromen kognitive Entwicklung und Intelligenz durch das Syndrom nicht beeinträchtigt.